# ديريك مارتن
ديريك مارتن (بالإنجليزية: Derek Martin)‏ هو كاتب سير ذاتية وممثل بريطاني، ولد في 11 أبريل 1933.

## وصلات خارجية
- ديريك مارتن على موقع IMDb (الإنجليزية)
- ديريك مارتن على موقع ميوزك برينز (الإنجليزية)
- ديريك مارتن على موقع قاعدة بيانات الفيلم (الإنجليزية)